# Funktionsverb
Ein Funktionsverb ist ein Verb, das eine sehr allgemeine Bedeutung hat und Bestandteil eines Funktionsverbgefüges ist. Beispiele sind Verben wie „bringen, kommen, machen“ in Wendungen wie „zur Aufführung bringen“, „in Gang kommen“, „einen Satz machen“. Funktionsverben tragen nur wenig zur Bedeutung des Funktionsverbgefüges bei; ihre Hauptfunktion wird darin gesehen, dass sie die Personalendung der Verben und damit deren grammatischen Funktionen in den Satz einbringen.
Funktionsverben treten als Verben in Erscheinung, die ein Prädikat erst zusammen mit einem Nomen bilden können. Beispiele:
- Anerkennung finden in der Bedeutung „anerkannt werden“
- in Verlegenheit kommen in der Bedeutung „verlegen werden“

Im semantisch-syntaktischen Hinsicht übernehmen Funktionsverben die Aufgabe, dem durch das Nomen ausgedrückten Ereignis oder Geschehen eine bestimmte Perspektive zu geben. Sie versprachlichen meist einen Zustand, eine Zustandsveränderung oder das Bewirken und Ingangsetzen einer Zustandsveränderung.

## Abgrenzung des Funktionsverbs von funktionell ähnlichen Wortarten
Funktionsverben haben mit den Hilfsverben, den Kopulaverben und den Modalverben in der deutschen Sprache gemeinsam – ohne dabei aber eine gemeinsame Wortklasse auszubilden –, dass sie die Bestandteile des Satzes zueinander in Beziehung setzen. Stehen die Hilfsverben und Kopula in Verbindung mit einem nominalisierten Verb, weisen sie, ähnlich dem Funktionsverb, keine thematischen bzw. semantischen Rollen auf. Hilfs- und Modalverben verfügen über ein zweites Verb, die Kopula nehmen ein Prädikativum zu sich auf und bei den Funktionsverben steht ein deverbatives Nomen, d. h. ein von einem Verb abgeleitetes Substantiv oder Adjektiv.
Für Hilfsverben ist typisch, dass sie das Prädikat nur zusammen mit anderen Verben bilden können. Die Kopula dagegen benötigen hierzu kein weiteres Verb, sondern ein Prädikativum; an die Funktionsverben wiederum muss ein inhaltstragendes Element gebunden werden, das in der Lage ist, eröffnete syntaktische Leerstellen in einer Kooperation semantisch zu füllen. Zusammen also mit dem Nomen bilden sie nun das Prädikat. Die lexikalische Bedeutung wird durch das Nomen bestimmt, aber durch das finite Funktionsverb modifiziert.
Im Gegensatz zu den Vollverben bildet die Gruppe der Funktions-, Kopula-, Hilfs- und Modalverben nach Heinrich Weber (2005) eine Menge von Verben, die nicht in der Lage sind, das Prädikat für sich allein stehend zu bilden. Weber schlägt hierfür die Bezeichnung „Strukturverben“ vor.
Nach Heringer (1968) befinden sich die Funktionsverben auf einem Kontinuum der semantischen Spezifizierung hinter dem Vollverb, aber vor Hilfsverb, Kopula und Modalverb auf der gegenüberliegenden Seite. In einem solchen Kontinuum verlöre ein Verb mit zunehmender Generalisierung seine semantische Spezifizierung. Hieraus lässt sich ableiten, dass ein Verb mit umso größerer Wahrscheinlichkeit imstande ist, das Prädikat im Satz allein zu bilden, je höher sein Grad an semantischer Spezifizierung ist.